# Viktors Ščerbatihs
Viktors Ščerbatihs (* 6. Oktober 1974 in Dobele) ist ein lettischer Gewichtheber und Parlamentsabgeordneter.

## Karriere
Ščerbatihs ist bereits seit fast zwei Jahrzehnten auf den internationalen Bühnen vertreten. Seine ersten großen Medaillen konnte er bei den Weltmeisterschaften 1997 in Chiang Mai gewinnen. Dort gewann der erst kürzlich in das Superschwergewicht (damals über 108 kg) gewechselte Ščerbatihs dreimal Bronze.
In den folgenden Jahren konnte sich Ščerbatihs allmählich in seiner Klasse etablieren. So gewann er mehrere Medaillen bei Welt- und Europameisterschaften und belegte bei seinen nunmehr dritten Olympischen Spielen 2004 in Athen mit 455 kg im Zweikampf den zweiten Platz hinter Hossein Rezazadeh.
Von 2005 bis 2008 gewann Ščerbatihs alle Europameistertitel im Zweikampf sowie diverse Medaillen in den Einzeldisziplinen. Bei den Olympischen Spielen 2008 in Peking belegte er den dritten Platz, nachdem er nach 206 kg im Reißen nur einen Stoßversuch mit 242 kg in die Wertung einbringen konnte, und somit auf 448 kg im Zweikampf kam.
2005 und 2007 wurde er zum lettischen Sportler des Jahres gewählt.

## Sonstiges
- Ščerbatihs ist Abgeordneter im Parlament von Lettland für die Zaļo un Zemnieku Savienība.[2]

## Persönliche Bestleistungen
- Reißen: 206,0 kg 2008 in Peking in der Klasse über 105 kg.
- Stoßen: 260,0 kg 2003 in Internationales Turnier in der Klasse über 105 kg.
- Zweikampf: 465,0 kg 2003 in Internationales Turnier in der Klasse über 105 kg.[3]